# Tarkan Tüzmen
Tarkan Tüzmen, conosciuto anche solo come Tüzmen (Ankara, 7 marzo 1968), è un cantante turco, rappresentante della Turchia all'Eurovision Song Contest 1998 con il brano Unutamazsın.

## Biografia
Nato nella capitale turca, Tarkan Tüzmen ha provato a rappresentare il suo paese all'Eurovision per tre anni consecutivi. Nel 1996 ha proposto Var mısın söyle con Pınar Karakoç e Bilirsin ya, mentre l'anno successivo ha cantato Şarkı in duetto con Elçin Engin. Il 28 febbraio 1998 ha partecipato alla selezione per il rappresentante turco per l'Eurovision Song Contest per una terza volta, vincendo con il brano Unutamazsın. Al contest, che si è tenuto il successivo 9 maggio a Birmingham, si è classificato al 14º posto su 25 partecipanti con 25 punti totalizzati. È stato il più televotato della serata dal pubblico tedesco.

## Discografia

### Album in studio
- 1996 – T1
- 2003 – T2

### Singoli
- 1998 – Unutamazsın